# Siegfried Bauer
Pour les articles homonymes, voir Bauer.
Siegfried Bauer, né le 23 septembre 1976 à Gerersdorf-Sulz est un triathlète autrichien, champion du monde en 2004 et en 2005 de triathlon d'hiver et double champion d'Autriche de duathlon. Il pratique également le cyclisme sur route et le VTT.

## Palmarès en triathlon
Le tableau présente les résultats les plus significatifs (podium) obtenus sur le circuit national et international de triathlon d'hiver depuis 2004.
| Année | Compétition                                                   | Pays      | Position           | Temps           |
| ----- | ------------------------------------------------------------- | --------- | ------------------ | --------------- |
| 2011  | Coupe du monde triathlon d'hiver - l'étape de Latky Mlaky     | Slovénie  | Médaille de bronze | 1 h 18 min 42 s |
| 2011  | Coupe du monde triathlon d'hiver - l'étape de Mals            | Italie    | Médaille d'argent  | 1 h 31 min 33 s |
| 2010  | Championnats d'Autriche de triathlon d'hiver                  | Autriche  | Médaille d'or      | Timing          |
| 2010  | Coupe d'Europe triathlon d'hiver - l'étape de Latky Mlaky     | Slovénie  | Médaille d'or      | 1 h 15 min 7 s  |
| 2010  | Coupe du monde triathlon d'hiver - l'étape de Zell am See     | Autriche  | Médaille d'argent  | 1 h 12 min 24 s |
| 2009  | Championnats d'Autriche de triathlon d'hiver                  | Autriche  | Médaille d'or      | Timing          |
| 2008  | Coupe d'Europe de triathlon d'hiver - l'étape de Mals         | Italie    | Médaille d'argent  | 1 h 21 min 9 s  |
| 2008  | Coupe d'Europe triathlon d'hiver - l'étape de Latky Mlaky     | Slovénie  | Médaille d'or      | 0 h 59 min 43 s |
| 2008  | Coupe du monde triathlon d'hiver - l'étape de Flassin         | Italie    | Médaille d'argent  | 1 h 17 min 51 s |
| 2008  | Coupe d'Europe triathlon d'hiver - l'étape de Petzen-Bleiburg | Autriche  | Médaille de bronze | 0 h 55 min 52 s |
| 2008  | Coupe du monde triathlon d'hiver - l'étape de Valberg         | France    | Médaille d'or      | 1 h 16 min 48 s |
| 2007  | Championnats du monde de triathlon d'hiver                    | Italie    | Médaille d'argent  | 1 h 38 min 45 s |
| 2007  | Championnats d'Autriche de triathlon d'hiver                  | Autriche  | Médaille d'or      | Timing          |
| 2007  | Coupe du monde triathlon d'hiver - l'étape de Valberg         | France    | Médaille d'argent  | 1 h 32 min 25 s |
| 2006  | Championnats d'Autriche de triathlon d'hiver                  | Autriche  | Médaille d'or      | Timing          |
| 2005  | Championnats du monde de triathlon d'hiver                    | Slovaquie | Médaille d'or      | 1 h 13 min 23 s |
| 2004  | Championnats du monde de triathlon d'hiver                    | Suisse    | Médaille d'or      | 1 h 10 min 21 s |
| 2004  | Championnats d'Autriche de triathlon d'hiver                  | Autriche  | Médaille d'or      | Timing          |

## Palmarès en VTT
- 2001
  -  Champion d'Autriche de cross-country VTT